# Maija Tammi
Maija Tammi (* 1985 in Lieto) ist eine finnische Fotografin. Seit 2005 arbeitet sie als Journalistin und Fotografin für Tageszeitungen und Magazine, darunter Turun Sanomat, Helsingin Sanomat und die Frauenzeitschrift MeNaiset. Ihr Fotojournalismus-Studium an der Universität Tampere schloss sie Ende 2010 als Master of Science ab. Ebenso hat sie mit Christopher Anderson von der Agentur Magnum Photos zusammengearbeitet.
Sie lebt und arbeitet in Finnland, Kanada und den USA.

## Themen
Bekannt wurde sie nach ihrer Fotoserie Bingo, die Bingospieler in Turku, Tampere und Kanada zeigt. Für diese Aufnahmen wurde sie 2011 mit dem wichtigsten finnischen Fotopreis, dem Fotofinlandia award, ausgezeichnet. Dabei stellte die Jury fest, dass ihre Bilder die einzigen seien, die man sich nicht an die Wand hängen würde.  Weitere Themen ihrer Arbeiten sind das Leben auf Grönland, Kleinwüchsigkeit in den USA und Volkskrankheiten.
Die Reportage zur Kleinwüchsigkeit beschreibt unter anderem das Liebespaar Sofiya und Clinton und deren Alltag.
Bei dem Projekt „Removes“ hat sie frisch entnommene Tumoren, Gallensteine und Ähnliches noch im Operationssaal fotografiert. Tammi hat diese Aufnahmen mehrmals gezeigt, ohne zu sagen, was darauf zu sehen ist. Viele fanden die Fotos dann sehr ästhetisch, besonders etwa Gallensteine als natürliche Mineralbildungen. Tammi hält die Ablehnung, die erst erfolgt, sobald die Zuschauer wissen, worum es sich handelt, für ein anerzogenes Verhalten. Ebenso sei anerzogen, ein Bein vor der Amputation beziehungsweise ein Haar vor dem Schneiden als schön zu empfinden und sich danach davor zu ekeln. Die Aufnahmen entstanden in einem Krankenhaus in Tampere, in dem Tammi über ein Jahr regelmäßig zu Besuch war.

## Auszeichnungen
- 2010: Press Photographer of the Year
- 2011: Fotofinlandia award